# PLAYZONE2002 愛史
『PLAYZONE2002 愛史』（プレゾン2002あいし）は2002年7月31日にジャニーズ・エンタテイメントからリリースされた少年隊の13枚目のサウンドトラック。

## 収録曲
1. Prologue（Instrumental）[1:38]
作詞：馬飼野康二
編曲：船山基紀
2. JUSTICE 〜正義の魂〜 [3:54] 
作詞：比留間徹　作曲：山崎一稔　編曲：上杉洋史
錦織一清 ソロ曲
3. Legend of Dreams [4:03]
作詞：石川絵理　作曲・編曲：山田康人
植草克秀 ソロ曲
4. Killing your body. 〜奴等をぶっ潰せ〜 [3:37]
作詞：Satomi　作曲・編曲：松本良喜
佐藤アツヒロ ソロ曲
5. 僕はただ… [3:06] 
作詞：YUKAKO　作曲・編曲：馬飼野康二
薮宏太 ソロ曲
6. Bad Luck, Good Luck [4:26]
作詞：許瑛子　作曲：飯田建彦　編曲：ha-j
東山紀之 ソロ曲
7. Love history [4:47]
作詞：YUKAKO　作曲・編曲：馬飼野康二
植草克秀 ソロ曲
8. 愛史 〜羽ばたく勇気〜 [7:22]
作詞：YUKAKO　作曲・編曲：馬飼野康二
少年隊・薮宏太
9. Remember 〜愛のヒストリー〜 [5:26]
作詞：山本成美　作曲・編曲：オオヤギヒロオ
少年隊
10. 美しき狼たち [4:48]
作詞：たかたかし　作曲：鈴木邦彦　編曲：鈴木Daichi秀行
錦織一清 ソロ曲
11. 迷路 [3:41]
作詞：松井五郎　作曲：井上ヨシマサ　編曲：ha-j
東山紀之 ソロ曲
12. Believe [5:13]
作詞：山田ひろし　作曲：内藤慎也
編曲：内藤慎也・ha-j　コーラスアレンジ：椎名和夫
植草克秀 ソロ曲
13. DEEP INSIDE [3:13]
作詞：Musical Academy・SPIN　作曲：SPIN
編曲：吉岡たく　コーラスアレンジ：AKIRA
Musical Academy
14. TOMATO JUICE [4:41]
作詞：音羽志保　作曲：羽田一郎　編曲：ダンス☆マン
少年隊